# NaturalSerio
L'area NaturalSerio è un Parco locale di interesse sovra comunale (PLIS) che si sviluppa da Pradalunga lungo il fiume Serio fino a Ranica, in Provincia di Bergamo.

## Il parco
Il primo passo verso la costituzione del parco risale al 1983, quando venne introdotta una legge regionale (n. 86 /1983) la quale introdusse accanto ai parchi regionali i parchi locali di interesse sovracomunale (Plis). Questa ordinanza ha dato la possibilità ai comuni di promuovere l'istituzione di zone protette. 
Tra queste venne inclusa anche l'area in questione, denominata quindi NaturalSerio, che venne riconosciuto ufficialmente il 26 marzo 2009 (Delibera Giunta Provinciale n.160).
La gestione del parco è affidata al comune di Nembro, che è la realtà amministrativa maggiormente coinvolta a livello territoriale nel parco.
L'obiettivo comune è sviluppare un armonico equilibrio territoriale, salvaguardare e valorizzare il patrimonio paesaggistico e ambientale conservandone le biodiversità in un territorio sottoposto ad un'intensa cementificazione, promuovere l'educazione ambientale, sviluppare e integrare il sistema delle connessioni con altri parchi esistenti.

## Territorio
Il PLIS si sviluppa lungo il corso del fiume Serio dal comune di Pradalunga fino a Ranica, attraversando i comuni di Nembro ed Alzano Lombardo. Il tutto per una lunghezza lineare di 9 chilometri da nord a sud, con una superficie totale pari a 248 ettari (Pradalunga 16, Nembro 108, Alzano Lombardo 61 e Ranica 62).

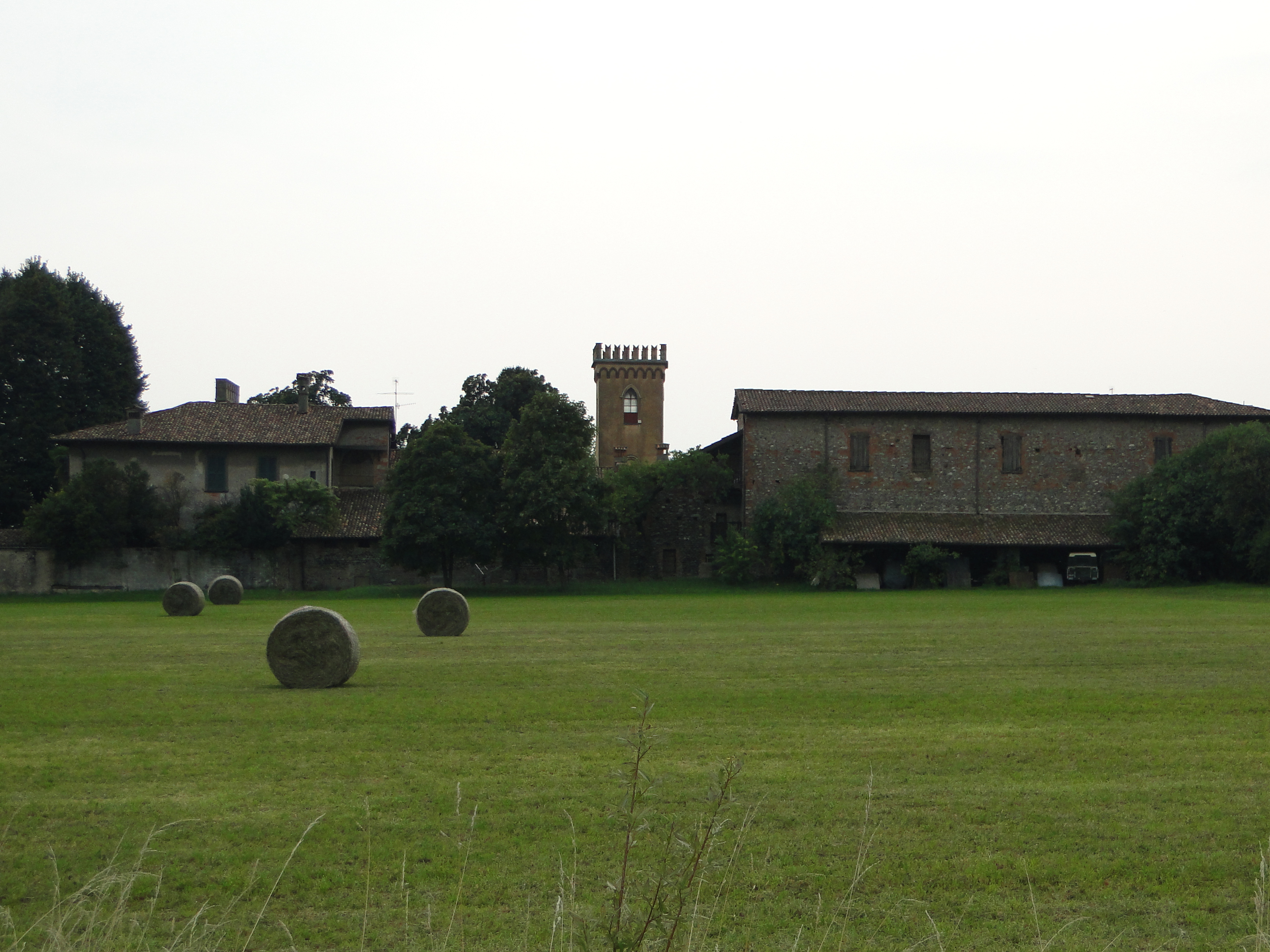
L'area presso la località Viandasso

Nel tratto più a nord, nei comuni di Pradalunga e Nembro, il parco include entrambe le sponde del fiume, per poi svilupparsi completamente sul lato orografico destro fino al suo termine, presso la località Viandasso sita nel comune di Ranica, parallelamente ad un altro PLIS, il Parco del Serio Nord, con il quale si prefigge l'obiettivo di dare continuità ad altre realtà naturalistiche quali il Parco del Serio ed il Parco dei Colli di Bergamo a sud, ed il parco di Piazzo a nord.
Il dislivello altimetrico è compreso tra i 270 metri s.l.m. di Ranica ai 350 metri s.l.m. di Pradalunga. Numerosi sono i corsi d'acqua che compongono la rete fluviale secondaria, subordinata al corso del Serio: la roggia Borgogna-Pradalunga, la Vallogna e la Gavarnia sul versante sinistro, la Nesa, il Carso, il Luio, il Lonzo ed il Riolo, ma anche le rogge Serio Grande, Morlana e Guidana, sul lato destro.
Dal punto di vista geologico si tratta di una zona formata, a livello superficiale, da ciottoli, ghiaia e sabbia depositati dal fiume con, nella zona collinare, un substrato di rocce risalenti al periodo Cretacico chiamate Sass de la Luna, altamente erodibili, mentre nella zona del fondovalle da depositi fluviali risalenti alle glaciazioni dell'era quaternaria.
Il tutto in un'area che negli ultimi quarant'anni ha visto un altissimo indice di urbanizzazione che, oltre a snaturare il territorio facendogli perdere sia le iniziali connotazioni rurali che numerose aree naturali e le connesse biodiversità, ha portato un notevole inquinamento ambientale. In tale contesto l'unica eccezione è rappresentata dalla zona più a sud del parco, nella quale si trovano numerosi terreni agricoli ancor oggi utilizzati per scopi agricoli.
Solo negli ultimi anni si è provato ad attuare un'inversione di tendenza, cercando di mantenere (o ripristinare) un corridoio ecologico in cui la flora e la fauna potessero nuovamente proliferare. Tra le numerose iniziative volte al perseguimento di tale scopo, vi è anche la creazione di nuove piste ciclo-pedonali, tra cui la Ciclovia della Valle Seriana e la Ciclovia delle Rogge, che hanno notevolmente contribuito sia a riportare la popolazione a frequentare queste aree che a sensibilizzare l'opinione pubblica al rispetto delle aree verdi.

### Le aree

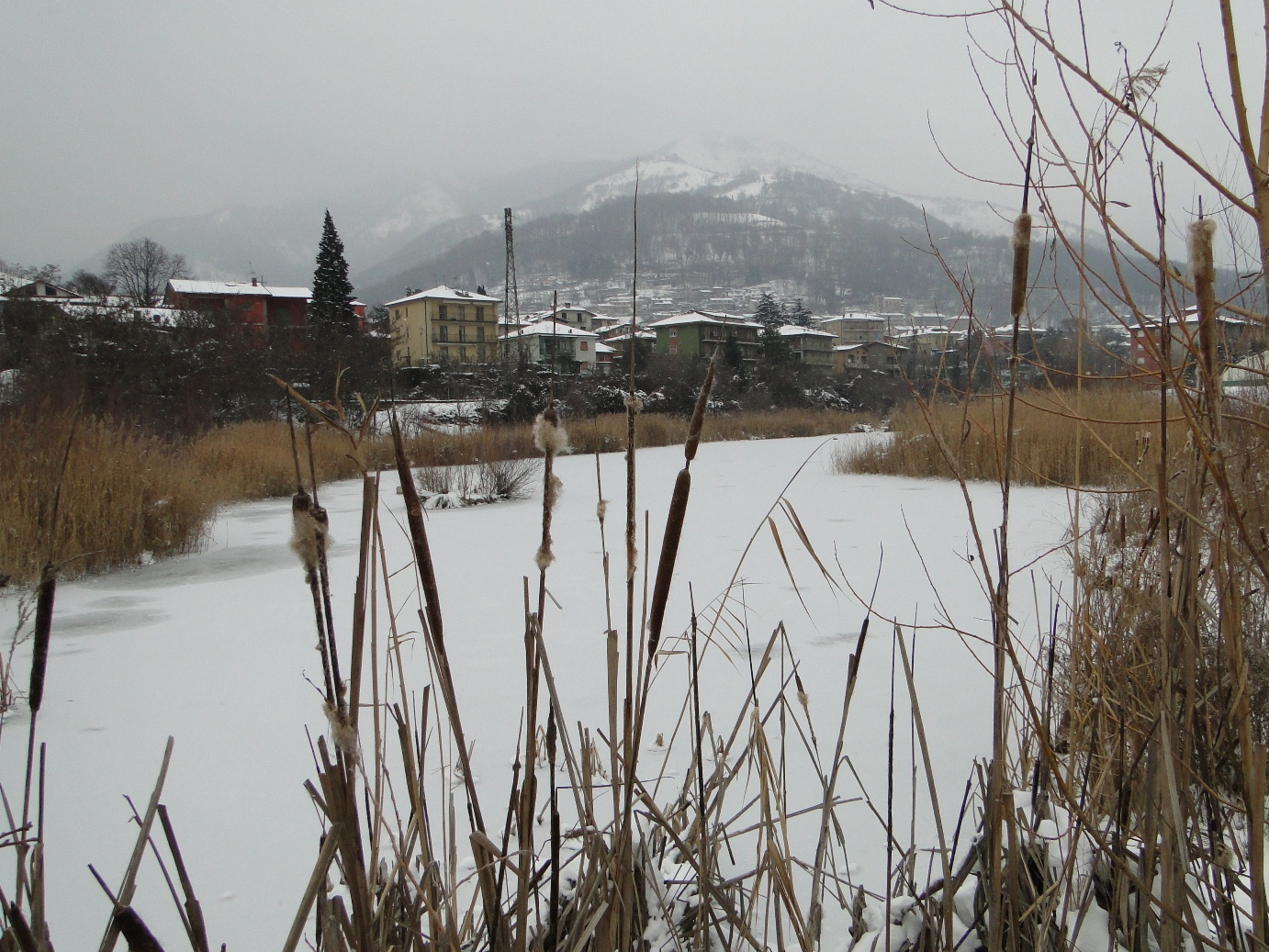
Il lago di fitodepurazione nell’area umida “Oasi Saletti”

Nel parco sono state individuate quattro aree, una per ogni comune coinvolto, di interesse storico-naturalistico.
- Le cascine della piana agricola (Ranica) in località Viandasso, rappresentano un importante testimonianza del passato rurale di queste zone, ormai quasi completamente perduto, nel quale si praticano ancora l'agricoltura e l'allevamento.
- Le rogge (Alzano), ricordano la forte presenza di industrie (Italcementi, Zopfi, Pigna, Crespi ed altre) che, sviluppatesi all'inizio del XX secolo, sfruttavano le condotte idriche per ricavarne l'energia necessaria per il funzionamento dei macchinari.
- La Decauville (Pradalunga) sta a ricordare la piccola ferrovia industriale, ormai completamente dismessa, che veniva utilizzata dalla ditta Italcementi per trasportare il materiale, estratto dalla cava posta a monte del paese, fino alla cementeria di Alzano Lombardo.
- L'area umida (Nembro), posta in località Saletti occupa un'area di circa 12.500 metri quadrati, nella quale è stato creato un lago di fitodepurazione. Questo, creato grazie ad un finanziamento della Regione Lombardia e del Consorzio di Bonifica della Media Pianura Bergamasca, attinge al corso dalla Roggia Serio e, mediante processi chimico-fisici e biologici (mediante organismi vegetali ed animali), permette la depurazione delle acque che vengono reimmesse nella Roggia Morlana.

## Flora
Nel parco sono presenti numerose varietà di alberi: il salice da vimini, il salice ripaiolo, il salice rosso, il salice da ceste ed il salice bianco. Si possono inoltre trovare il pioppo bianco e nero, l'ontano, il frassino maggiore, l'olmo minore, la farnia, il tiglio nostrano, il tiglio selvatico ed il ciliegio selvatico. Ed inoltre querce, carpini bianchi e platani.
Nel sottobosco invece dominano il biancospino, il nocciolo, il corniolo, il viburno, l'evonimo), la rosa canina, il sambuco, la robinia, la buddleja ed i rovi.
Nell'area umida vi sono anche alghe verdi, cannucce di palude, la mazza sorda, le  carici ed il giunco.

## Fauna

### Avifauna

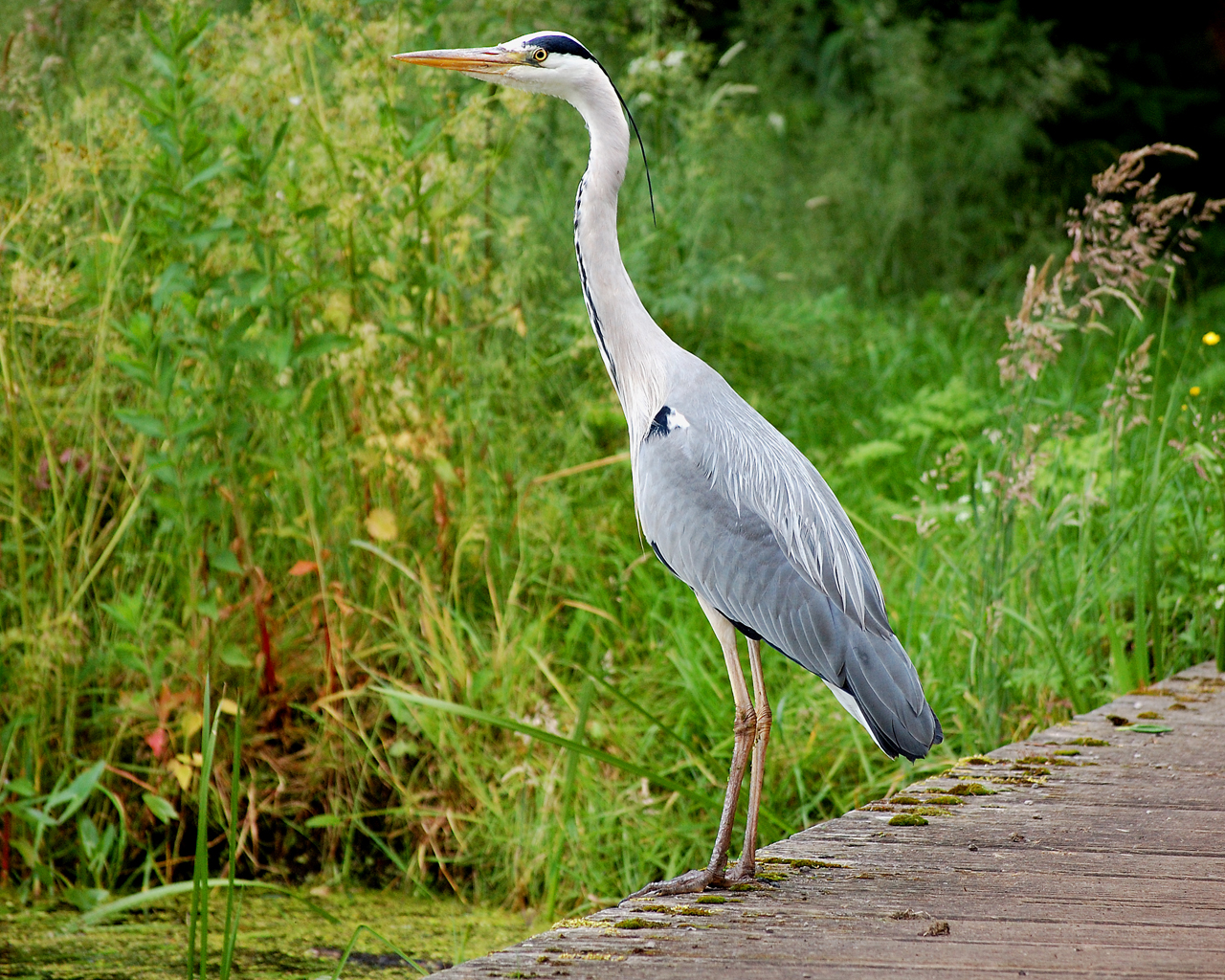
L’airone cenerino

Gli uccelli, che per le loro caratteristiche sono utilizzati per monitorare gli ecosistemi, sono presenti in numero pari a 91, appartenenti a 15 ordini e 39 famiglie: tra questi l'ordine più rappresentato è quello dei passeriformi, con la metà delle specie censite. Quelle ritenute di interesse regionale sono invece 28, tra le quali l'airone cenerino e l'allocco.

### Anfibi e rettili
Nel parco sono stati censite sette specie di anfibi, anche se due di queste sono tuttora in dubbio in quanto non avvistate negli ultimi anni. Tra quelle di maggior interesse si segnalano il rospo smeraldino, il rospo comune e la salamandra pezzata.
Per quanto riguarda i rettili, sono presenti nove specie, tra cui il ramarro e l'orbettino. Si consideri che la presenza sia dei rettili che degli anfibi è condizionata da numerosi fattori quali inquinamento, presenza di predatori, discontinuità dei flussi idrici ed interventi dell'uomo.

### Mammiferi
Le specie di mammiferi sono 22, anche se il numero è destinato a crescere per via di nuove ricerche in corso, finalizzate a verificare la presenza di micromammiferi. 
Tra le specie di interesse si segnalano il pipistrello nano, il toporagno nano, la volpe, il tasso, la donnola, la faina, il capriolo, il coniglio selvatico e la nutria.
Sul versante orografico sinistro inoltre si verificano incursioni di cinghiali, presenti in grandi quantità sulle pendici del monte Misma.

### Ittiofauna
In questo tratto del fiume Serio, nonché nei suoi piccoli affluenti, sono presenti otto specie di pesci appartenenti all'ordine dei Cypriniformes e dei Salmoniformes.
Il pesce più diffuso è il vairone, ma vi sono anche la sanguinerola e la trota fario, così come il barbo e la trota marmorata, questi ultimi soggetti ad una massiccia opera di semina da parte dei pescatori. 
Nel corso dei torrenti Carso e Nesa si possono infine trovare esemplari di scazzone.